# Noazaury
Noazaury (Noasauridae) – rodzina teropodów z grupy ceratozaurów (Ceratosauria).
Były to dinozaury żyjące w okresie kredy głównie na obszarze współczesnej Ameryki Południowej, jednakże sporadycznie spotyka się je i na innych kontynentach (np. masiakazaur na Madagaskarze).
Rodzina ta grupuje dinozaury od małego (70 cm długości) ligabino do dużego (13 m długości) deltadroma. Generalnie jako noazaury definiuje się teropody bliższe noazaurowi niż karnotaurowi.
Do rodziny tej zalicza się następujące rodzaje:
- deltadrom? (Deltadromeus)
- lewizuch? (Laevisuchus)
- ligabino (Ligabueino)
- masjakazaur (Masiakasaurus)
- noazaur (Noasaurus)
- welocizaur (Velocisaurus)